# Enoplochiton
Enoplochiton is een monotypisch geslacht van keverslakken uit de familie van de Chitonidae.

## Soort
- Enoplochiton niger (Barnes, 1824)